# Козинці (Бучанський район)
Кози́нці — село в Україні, входить до Ірпінської міської громади у Бучанському районі (до адміністративно-територіальної реформи 2020 р. у Бородянському районі) Київської області. Населення становить 983 осіб.

## Історія
Село має давню історію, що сягає часів княгині Ольги. Між селами Хмільна та Козинці в лісі збереглися залишки Змійового валу. В 15-16 ст. складалось з двох поселень. Належало до Михайлівського монастиря. Церкви ніколи не було, лише недільно-приходська школа від Рубежівського храму.
Станом на 1900 рік село входило до Гостомельської волості Київського повіту Київської губернії, складалося з 162 дворів, проживало 913 осіб (413 чоловіків та 500 жінок). Тоді село належало поміщику Сергію Дмитровичу Нотору. У селі була школа, три кузні, 4 бакалійні лавки та пожежна частина до якої належали п'ять бочок, три гачки та насос.
У 1942–1943 pp. у Козинцях діяла підпільна партійна група, яка налічувала 11 чоловік. Очолював її П. Т. Будник. Улітку 1943 року виникла підпільна комсомольська група з 6 чоловік на чолі з М. Мельниченком. За бойові заслуги на фронтах Німецько-радянської війни 120 жителів села нагороджено орденами й медалями СРСР.
В «Історії міст і сіл Української РСР» про Козинці початку 1970-х було подано таку інформацію:

| Козинці - село у складі Ірпінської міської територіальної громади Бучанського району київської області. У Козинцях розташований відділок Українського науково-дослідного інституту картопляного господарства, який має 1,2 тис. га сільськогосподарських угідь, у т. ч. 1 тис. га орної землі. На дослідних полях інституту вирощують нові сорти картоплі. Село має середню школу, клуб, кінотеатр, бібліотеку[2]. |
9 листопада 2014 року в Козинцях митрополит Переяслав-Хмельницький і Білоцерківський Епіфаній звершив освячення новозбудованого храму на честь Казанської ікони Божої Матері.